# Hasan Şaş
Hasan Gökhan Şaş (1 d'agost de 1976) és un futbolista turc. Començà la seva trajectòria a l'Ankaragücü el 1995. L'any 1998 signà pel gegant d'Istanbul, el Galatasaray Spor Kulübü, club amb el qual guanyà la Copa de la UEFA l'any 2000 i diversos títols de lliga del país. El seu moment més brillant el va viure durant el Mundial de l'any 2002 en el qual la seva selecció es classificà tercera i ell fou inclòs dins de l'equip ideal del torneig.

## Palmarès
- Supercopa d'Europa de futbol: 1 (2000)
- Copa de la UEFA: 1 (1999-00)
- Lliga turca de futbol: 5 (1998-99, 1999-00, 2001-02, 2005-06, 2007-08)
- Copa del Món de futbol 2002: 3a posició